# Молоде радіо
Молоде радіо — онлайн-радіостанція, що транслювала сучасну україномовну музику; як виконавців з України, так і інших країн світу.
Створена у квітні 2005 року. Засновник і директор — Станіслав Шумлянський. Рік вела мовлення на нижньому УКХ-діапазоні у Києві, з 2006-го року — інтернет-радіостанція.
Має інформаційну складову — Канал громадського подкастингу Cpod.Co. У 2006—2007 роках співпрацювала із берлінською некомерційною радіостанцією RadioJoJo, за підтримки Гете-інституту, який забезпечував переклад програм й організував презентацію проекту.